# معادلات الحقل لأينشتاين
معادلات الحقل لأينشتاين (EFE) أو معادلات أينشتاين  هي مجموعة عشر معادلات في نظرية ألبرت أينشتاين للنسبية العامة والتي تصف التآثر الأساسي في الجاذبية جراء تقوس الزمكان مع كل من المادة والطاقة. نشرت بداية بواسطة أينشتاين في 1915 على أنها معادلة موتر، تعادل EFE انحناء الزمكان (يعبر عنها ب موتر آينشتين) مع الطاقة وكمية التحرك ضمن ذلك الزمكان (المعبر عنها بموتر الإجهاد-الطاقة).
وبشكل مشابه لكيفية إيجاد المجالات الكهرومغنطيسية باستعمال الشحنات والتيارات من خلال معادلات ماكسويل, تستعمل EFE لإيجاد الهندسة الفضائية للزمكان من وجود الكتلة-والطاقة وكمية التحرك الخطي، أي أنها تعطي الموتر المتري للزمكان بدلالة ترتيب من الإجهاد-والطاقة في الزمكان. تسمح العلاقة بين الموتر المتري وموتر آينشتين بكتابة معادلات آينشتين كمجموعة من معادلات تفاضلية لاخطية عند استخدامها بهذه الطريقة.حلول EFE تمثل مركبات الموتر المتري. المقذوفات العطالية للجسيمات وجيوديسيا الإشعاع في الهندسة التحليلية الناتجة تحسب بعد ذلك باستعمال المعادلة الجيوديسية.
إضافة لامتثالها لقوانين بقاء كمية التحرك-والطاقة، تنخفض EFE إلى قانون الجذب العام لنيوتن حيثما يكون المجال الثقالي ضعيفاً والسرعات أقل بكثير من سرعة الضوء.
تتضمن الحلول التقنية لمعادلات آينشتين للمجال تبسيط الفرضيات مثل التماثل. الفصول الخاصة بالحلول الدقيقة تدرس غالباً عندما تمثل بنماذج ذات ظواهر ثقالية عديدة، مثل الثقوب السوداء الدوارة والتوسع الكوني.
يمكن الحصول على تبسيطات أفضل بتقريب الزمكان الفعلي كزمكان مسطح ذي انحراف صغير خالصين إلى EFE خطي. تستعمل هذه المعادلات لدراسة ظواهر مثل الموجات الثقالية.

## الصورة الرياضياتية
يمكن كتابة معادلات آينشتين للمجال (EFE) على الصورة:

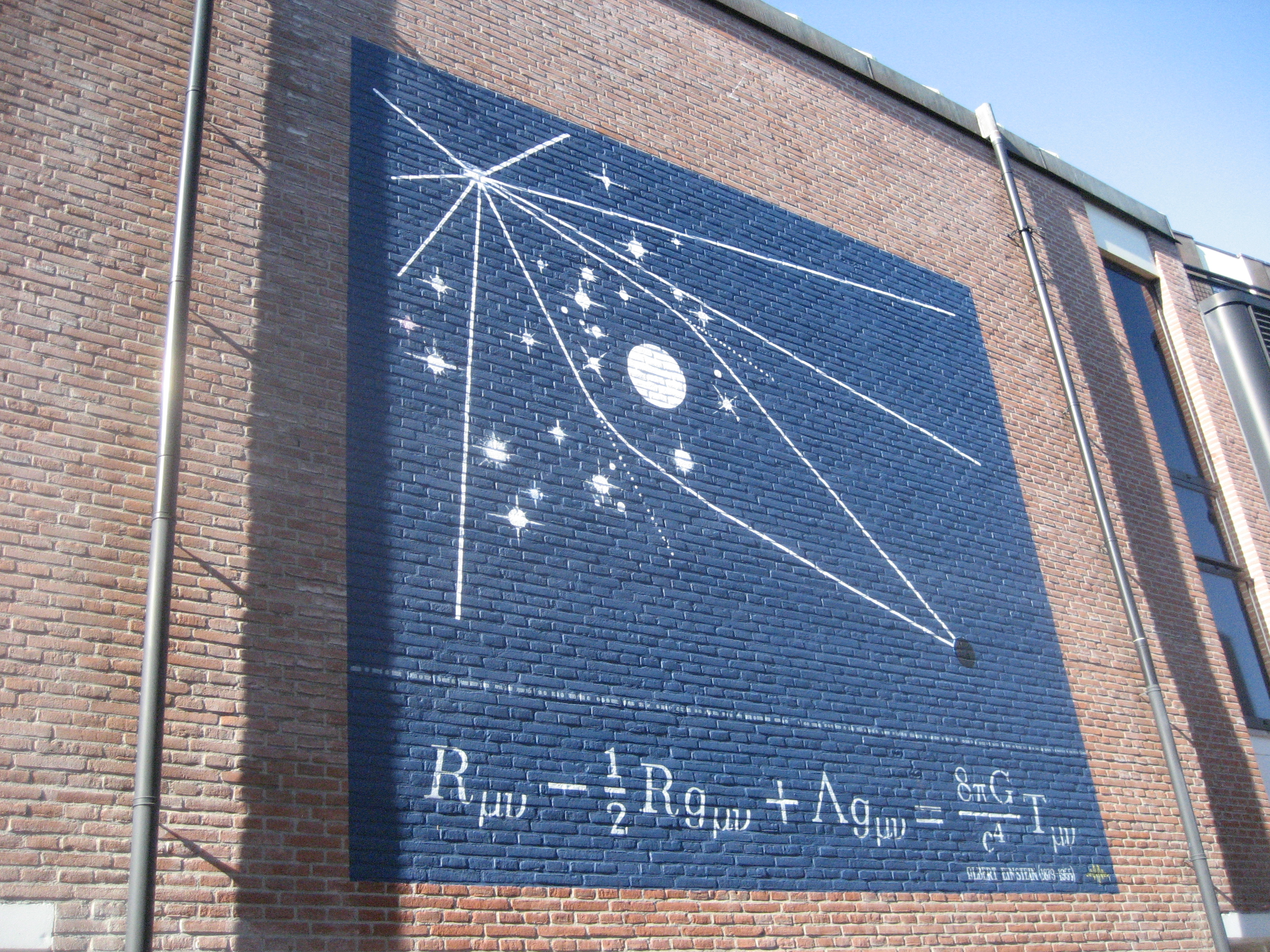
معادلات حقل أينشتاين على حائط في ليدن بهولندا

| {\displaystyle R_{\mu \nu }-{\tfrac {1}{2}}R\,g_{\mu \nu }+\Lambda g_{\mu \nu }={\frac {8\pi G}{c^{4}}}T_{\mu \nu }} |
حيث {\displaystyle R_{\mu \nu }\,} تمثل انحناء ريكسي، {\displaystyle R\,} انحناء قياسي، {\displaystyle g_{\mu \nu }\,} الموتر المتري، {\displaystyle \Lambda \,} يمثل ثابت كوني، {\displaystyle G\,} ثابت الجذب العام، {\displaystyle c\,} هي سرعة الضوء، و{\displaystyle T_{\mu \nu }\,} موتر انفعال-طاقة.
EFE هي معادلة موتر تربط بين مجموعة من موترات 4 x 4 تماثلية، تكتب باستعمال علامة معامل مجردة. لكل موتر توجد 10 مركبات مستقلة. بمعلومية حرية الاختيار لإحداثيات الزمكان الأربعة، تنخفض المعادلات المستقلة إلى 6 عددياً.
بالرغم من أن معادلات آينشتين للمجال تمت صياغتها في السياق بداية من نظرية رباعية الأبعاد، فقد قام بعض النظريين بتوسيع نتائجها إلى
n من الأبعاد. المعادلات في السياق خارج النسبية العامة لا زال يشار إليها بمعادلات آينشتين للمجال. تقوم معادلات مجال الفراغ بتعريف تشعبات آينشتين.
بالرغم من المنظر البسيط الذي تبدو عليه المعادلات، إلّا أنها معقدة في الواقع. إذا علم توزيع معين للمادة والطاقة على هيئة موتر إجهاد-طاقة فإن EFE تفهم على أنها معادلاتان للموتر المتري {\displaystyle g_{\mu \nu }}، لما كانت كلتيهما موتر ريكسي والانحناء القياسي معتمدة على على المتري بطريقة لا خطية معقدة، في الحقيقة، عند كتابتها كلياً، فإنEFE تمثل منظومة من 10 معادلات تفاضلية جزئية، مرتبطة لا خطية، مكافئة-بيضوية.
يمكن للمرء كتابة EFE بصورة أكثر اندماجية بتعريف موتر آينشتين
{\displaystyle G_{\mu \nu }=R_{\mu \nu }-{1 \over 2}Rg_{\mu \nu },}
وهو مؤثر تماثلي من الرتبة الثانية بشكل دالة في المتري. يمكن حينئذ كتابة EFE بالصورة
{\displaystyle G_{\mu \nu }={8\pi G \over c^{4}}T_{\mu \nu },}
حيث تم اختزال الحد الكوني إلى موتر إجهاد-طاقة في طاقة مظلمة.
باستعمال وحدات هندسية حيث G = c = 1, يمكن إعادة كتابتها كما يلي
{\displaystyle G_{\mu \nu }=8\pi T_{\mu \nu }\,.}
التعبير الأيسر يمثل تقوس الفضاء والزمان (الزمكان) الذي يتم إيجاده من المتري بينما التعبير على الطرف الأيمن يمثل محتوى الطاقة\المادة من الزمكان. بالتالي يمكن تفسير EFE كمجموعة من المعادلات تملي علينا كيفية ارتباط تقوس الزمكان بمحتوى المادة\الطاقة في الكون.
هذه المعادلات مع المعادلة الجيوديسية, تشل نواة التصييغ الرياضياتي في النسبية العامة.

### اصطلاح الإشارة
يمثل الشكل السابق من EFE المعيار الذي تم تأسيسه في كتاب مسنر, ثورن, وويلر. قام المؤلفون بتحليل جميع الاصطلاحات الموجودة وصنفوها وفقاً للأإشارات الثلاث التاليةS1, S2, S3:
{\displaystyle g_{\mu \nu }~~=[S1]\times \operatorname {diag} (-1,+1,+1,+1)}
{\displaystyle {R^{\mu }}_{a\beta \gamma }=[S2]\times (\Gamma _{a\gamma ,\beta }^{\mu }-\Gamma _{a\beta ,\gamma }^{\mu }+\Gamma _{\sigma \beta }^{\mu }\Gamma _{\gamma a}^{\sigma }-\Gamma _{\sigma \gamma }^{\mu }\Gamma _{\beta a}^{\sigma })}
{\displaystyle G_{\mu \nu }~~=[S3]\times {8\pi G \over c^{4}}T_{\mu \nu }}
الإشارة الثالثة أعلاه تتعلق باختيار الاصطلاح لموتر ريكسي:
{\displaystyle R_{\mu \nu }=[S2]\times [S3]\times {R^{a}}_{\mu a\nu }}
حيث أن هذه التعريفات كتاب مسنر, ثورن, وويلر تصنف نفسها على أنها {\displaystyle (+++)\,}, حيث Weinberg (1972) هي {\displaystyle (+--)\,}, Peebles (1980) وEfstathiou (1990) هي {\displaystyle (-++)\,} بينما Peacock (1994), Rindler (1977), Atwater (1974), Collins Martin & Squires (1989) هي {\displaystyle (-+-)\,}.
استخدم المؤلفون بما فيهم آينشتين إشارة مختلفة في تعريفهم لموتر ريكسي والذي نتج عنه أن أصبحت إشارة الثابت على الطرف الأيمن سالبة
{\displaystyle R_{\mu \nu }-{1 \over 2}g_{\mu \nu }\,R-g_{\mu \nu }\Lambda =-{8\pi G \over c^{4}}T_{\mu \nu }.}
إشارة الحد الكوني (الصغير جداً) قد تتغير في كل هذه الإصدارات، إذا استعملنا اصطلاح الإشارة المتري +--- بدلاً عن MTW −+++ اصطلاح الإشارة المتري المتبنى هنا.

### صيغ مكافئة
يمكن كتابة معادلات آينشتين للمجال بالصورة (التقفي العكسي) المكافئة التالية:
{\displaystyle R_{\mu \nu }-g_{\mu \nu }\Lambda ={8\pi G \over c^{4}}(T_{\mu \nu }-{1 \over 2}T\,g_{\mu \nu })}
والتي يمكن أن تكون أكثر ملائمة في بعض الأحيان (مثلاً، عندما يهتم المرء بحد المجال الضعيف ويمكنه إبدال {\displaystyle g_{\mu \nu }} in التعبير على الطرف الأيمن بموتر مينكوسكي دونما فقد ملحوظ للدقة).

## الثابت الكوني
قام آينشتين بتعديل معادلاته الأصلية للمجال كي تتضمن حداً كونياً متناسباً مع المتري
{\displaystyle R_{\mu \nu }-{1 \over 2}g_{\mu \nu }\,R+g_{\mu \nu }\Lambda ={8\pi G \over c^{4}}T_{\mu \nu }\,.}
الثابت {\displaystyle \Lambda } يعد ثابت كوني. لأن {\displaystyle \Lambda } ثابتاً، فلن يتأثر مبدأ حفظ الطاقة.
ثابت الحد الكوني كان آينشتين قد قدمه أصلاً لوصف كون ساكن (بمعنى أنه لا يتمدد ولا ينكمش). لم يكن هذا المجهود ناجحاً لسببين: الكون الساكن في هذه النظرية لم يكن مستقراً حيث أكدت مراقبة المجرات البعيدة بواسطة هوبل بعد عقد من الزمن أن كوننا ليس ساكناُ في الحقيقة بل أنه يتوسع. بالتالي تم التخلي عن {\displaystyle \Lambda }، والتي أطلق علها آينشتين "أفضع خطأ فادح أرتكبه". ولأعوام عديدة ظل الثابت الكوني متفق على أنه 0 تقريباً.
بعيداً عن حماسة آينشتين'المضللة في تقديم حد الثابت الكوني، لايوجد ما يتعارض مع حد كهذا في المعادلة. في الواقع، هناك تقنيات فلكية متطورة حديثة قد وجدت أن القيمة الموجبة لـ {\displaystyle \Lambda } ضرورية لتفسير بعض المشاهد.
كان آينشتين يعتقد بأن الثابت الكوني ويسيط مستقل، لكن حده في المعادلة يمكن أن ينتقل أيضاً إلى الطرف الآخر جبرياً، المكتوب كجزء من موتر الإجهاد-الطاقة:
{\displaystyle T_{\mu \nu }^{\mathrm {(vac)} }=-{\frac {\Lambda c^{4}}{8\pi G}}g_{\mu \nu }\,.}
تعتبر طاقة الفراغ ثابتة بالعلاقة
{\displaystyle \rho _{\mathrm {vac} }={\frac {\Lambda c^{2}}{8\pi G}}}
بالتالي فإن وجود ثابت كوني ذا طاقة فراغ لا صفرية.اليوم تستعمل الحدود في النسبية العامة بشكل تبادلي.

## خصائص

### حفظ الطاقة وكمية الحركة
النسبية العامة متطابقة مع مبدأي حفظ الطاقة كمية الحركة المحلية المعبر عنهما بالعلاقات
{\displaystyle \nabla _{b}T^{ab}\,=T^{ab}{}_{;b}\,=0}.
وهي تعبر عن بقاء الطاقة-الإجهاد. يعد قانون البقاء هذا متطلباً فيزيائياً. بفضل معادلاته للمجال تأكد آينشتين بأن النسبية العامة متوافقة مع شرط البقاء هذا.

### اللاخطية
إن عدم خطية معادلات آينشتين للمجال يميز النسبية العامة عن نظريات فيزيائية أخرى عديدة. على سبيل المثال، معادلات ماكسويل للكهرومغنطيسية تكون خطية في توزيعات المجال الكهربائي والمجال المغناطيسي والشحنة والتيار. (أي أن مجموع الحلين هو حل أيضاً); مثال آخر هو معادلة شرودنجر في ميكانيكا الكم والتي هي خطية في دالة الموجة.

### مبدأ التوافق
تنخفض EFE إلى قانون الجذب العام لنيوتن باستعمال كل من تقريب المجال الضعيف وتقريب الحركة البطيئة. في الواقع، الثابت الذي يظهر في EFE نحصل عليه بفعل هذين التقريبين.

## وصلات خارجية
- محاضرة حول معادلات أينشتاين للمجال على يوتيوب عبر معهد ماساتشوستس للتقنية أستاذ الفيزياء إدموند بيرشينغر.